# Marshall Allen

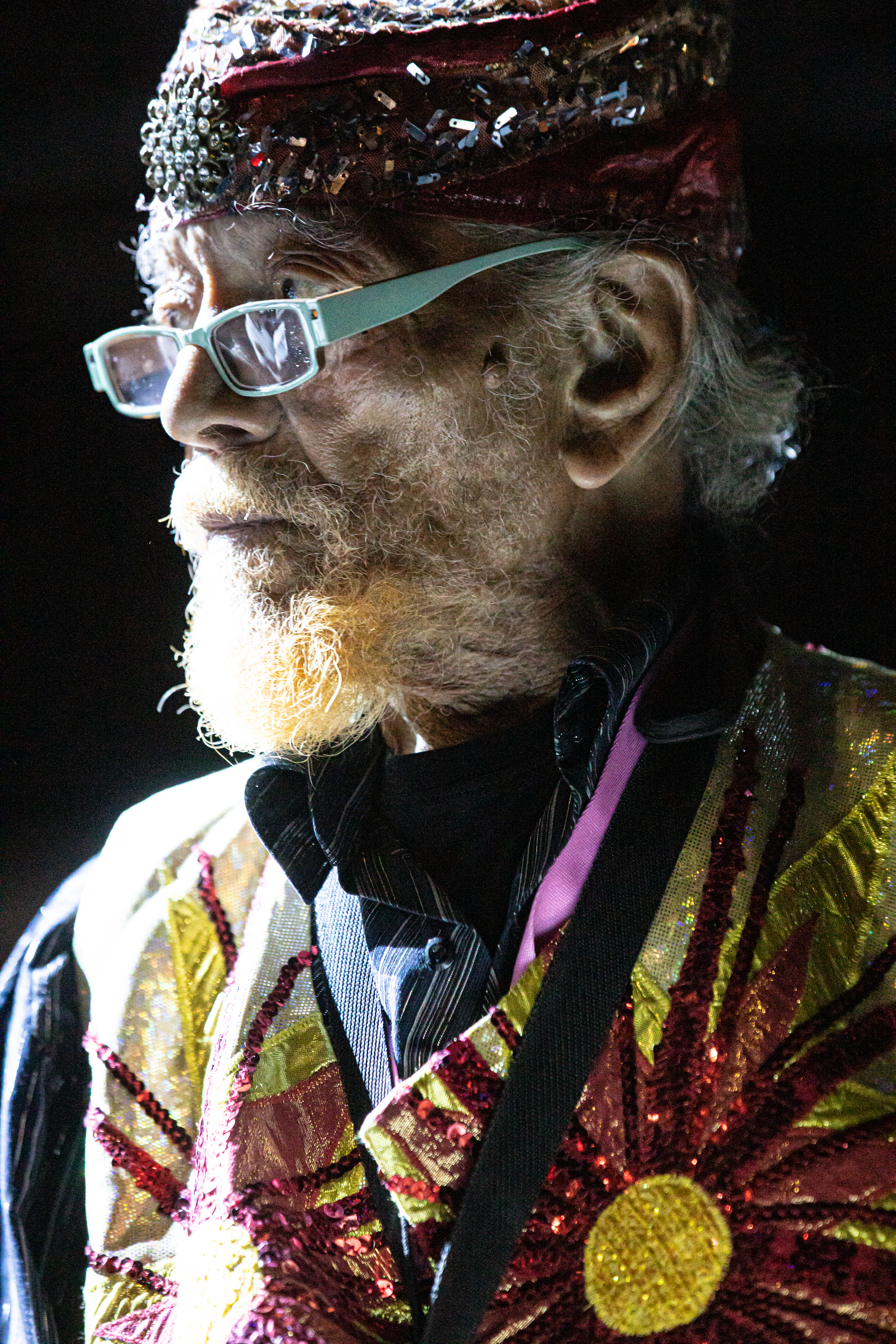
Marshall Allen beim Moers Festival 2019

Marshall Belford Allen (* 25. Mai 1924 in Louisville, Kentucky) ist ein US-amerikanischer Altsaxophonist des Avantgarde- und Free Jazz. Er spielt außerdem Flöte, Oboe, Piccoloflöte, Kora und EVI (ein elektronisches Instrument der Firma Akai). Er wurde vor allem bekannt durch seine Zusammenarbeit mit dem Avantgarde-Keyboarder und Bandleader Sun Ra, mit dem er seit Ende der 1950er Jahre zahlreiche Alben aufnahm; seit 1995 leitet er das Sun Ra Arkestra.

## Leben und Wirken
Allens Mutter war Sängerin; mit zehn Jahren begann er zunächst mit der Klarinette. Während des Zweiten Weltkriegs diente Marshall in der 92nd Infantry Division der US-Army, spielte in einer Armeeband und war in Frankreich stationiert. Nach dem Krieg studierte er Altsaxophon in Paris und spielte dort u. a. mit Art Simmons und James Moody. Nach seiner Rückkehr in die Vereinigten Staaten 1951 ließ er sich in Chicago nieder und spielte in Tanzbands. 1958 begann seine langjährige Zusammenarbeit mit Sun Ra, mit dem er bis zu dessen Tod im Jahre 1993 auftrat; daneben wirkte er an Aufnahmen mit Paul Bleys Band 1964 mit und spielte Mitte der 1960er Jahre mit Olatunjis Ensemble. Der Jazzkritiker Scott Yanow beschrieb Allens Spielweise als die eines „Johnny Hodges from another dimension“. 1995 hat er, beispielsweise in London, auch Soloauftritte absolviert.
Nach dem Tod von Sun Ra und John Gilmore übernahm Allen die Leitung des Arkestra und spielte drei Alben als dessen Leiter ein, A Song for the Sun, Music for the 21st Century und Live at the Paradox. Im Mai 2004 feierte Allen seinen achtzigsten Geburtstag auf der Bühne mit dem Arkestra im Rahmen von dessen Auftritt beim neunten Vision Festival in New York City. 2008 trat Allen an seinem Geburtstag in der Sullivan Hall in New York City auf. Allen trat in New York häufig mit dem Bassisten Henry Grimes auf und wirkte am Outerzone Orchestra-Projekt mit, das dem Werk von Sun Ra gewidmet ist. Zu hören ist er auch auf John Blums Album Deep Space (Astral Spirits, 2024).
2014 erschien die Kompilation Marshall Allen Presents Sun Ra and His Arkestra: In the Orbit of Ra. „Das Arkestra klingt auch 30 Jahre nach Sun Ras letztem Flug zum Saturn immer noch modern und zeitgemäß, es tourt unablässig und es bietet ein Spektakel, aber keinen reinen Nostalgie-Act.“ Altersbedingt geht er, nun 100-jährig, nicht mehr mit auf Tournee. Im Jahr 2025 erschien sein Album New Dawn, das als „Debütalbum eines Hundertjährigen“ bezeichnet wurde.

## Preise und Auszeichnungen
Allen wurde 2024 mit einer NEA Jazz Masters Fellowship geehrt. 2025 erhielt er als „Künstler des Jahres international“ den Deutschen Jazzpreis.

## Diskographische Hinweise
- Terry Adams & Marshall Allen: Ten by Two (Edisun, 1996–1997)
- Tyrone Hill Quartet Featuring Marshall Allen: Out of the Box (1998)
- Allen / Drake / Jordan / Parker / Silva: The All-Star Game (2003)
- Marshall Allen, Jeffrey Shurdut, Michael Ray, Toshi Makihara: Cosmic Tsunami (2005)
- Marshall Allen / Matthew Shipp / Joe Morris: Night Logic (RogueArt, 2010)
- Sun Ra Arkestra: Swirling (Strut,  2020)
- Tyler Mitchell/Marshall Allen: Dancing Shadows (2022)
- Sun Ra Arkestra: Living Sky (2022)
- Tyler Mitchell & Marshall Allen: Sun Ra’s Journey (Cellar, 2023)
- Knoel Scott feat. Marshall Allen: Celestial (2023)
- Sun Ra Arkestra: Lights on a Satellite (In + Out Records, 2024)
- Marshall Allen: "New Dawn" (Week-End Records, 2025)

siehe auch Sun Ra/Diskografie#Alben des Sun Ra Arkestra unter der Leitung von Marshall Allen